# Wasservergnügungspark Munsu
Der Wasservergnügungspark Munsu (문수 물공원) ist ein Wasserpark in der nordkoreanischen Hauptstadt Pjöngjang. Er befindet sich im Stadtbezirk Taedonggang-guyŏk an der Munsu-Straße. Es hat ganzjährig geöffnet (sog. "Allwetterbad").

## Geschichte
Der Bau wurde am 15. Oktober 2013 fertiggestellt, wozu anlässlich der Ministerratvorsitzende Pak Pong-ju eine Rede hielt. Im November 2013 wurde der Komplex seiner Bestimmung übergeben. Die Baustelle wurde im September desselben Jahres von Kim Jong-un inspiziert. Angeblich sah er sich 113 Entwürfe an.

## Anlagen
Im Innen- und Außenbereich gibt es zahlreiche Schwimmbecken, sowie einen Volleyballplatz, Bar, Friseur und ein Café. Dazu gibt es noch eine Kletterwand.

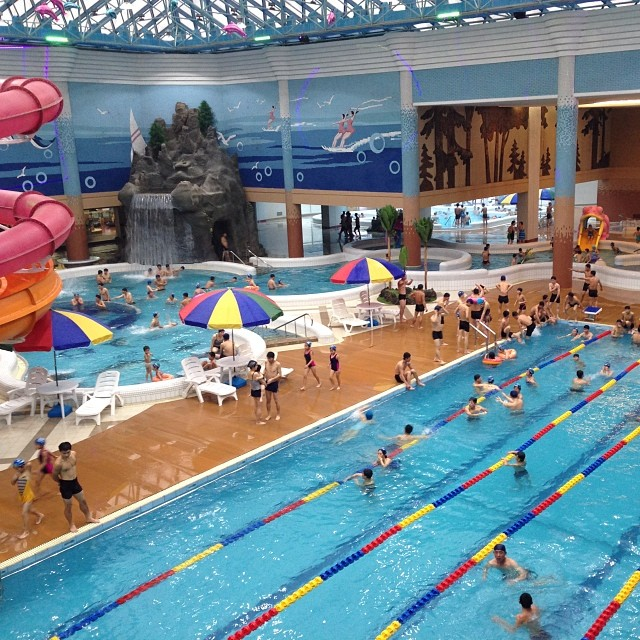
Innenansicht
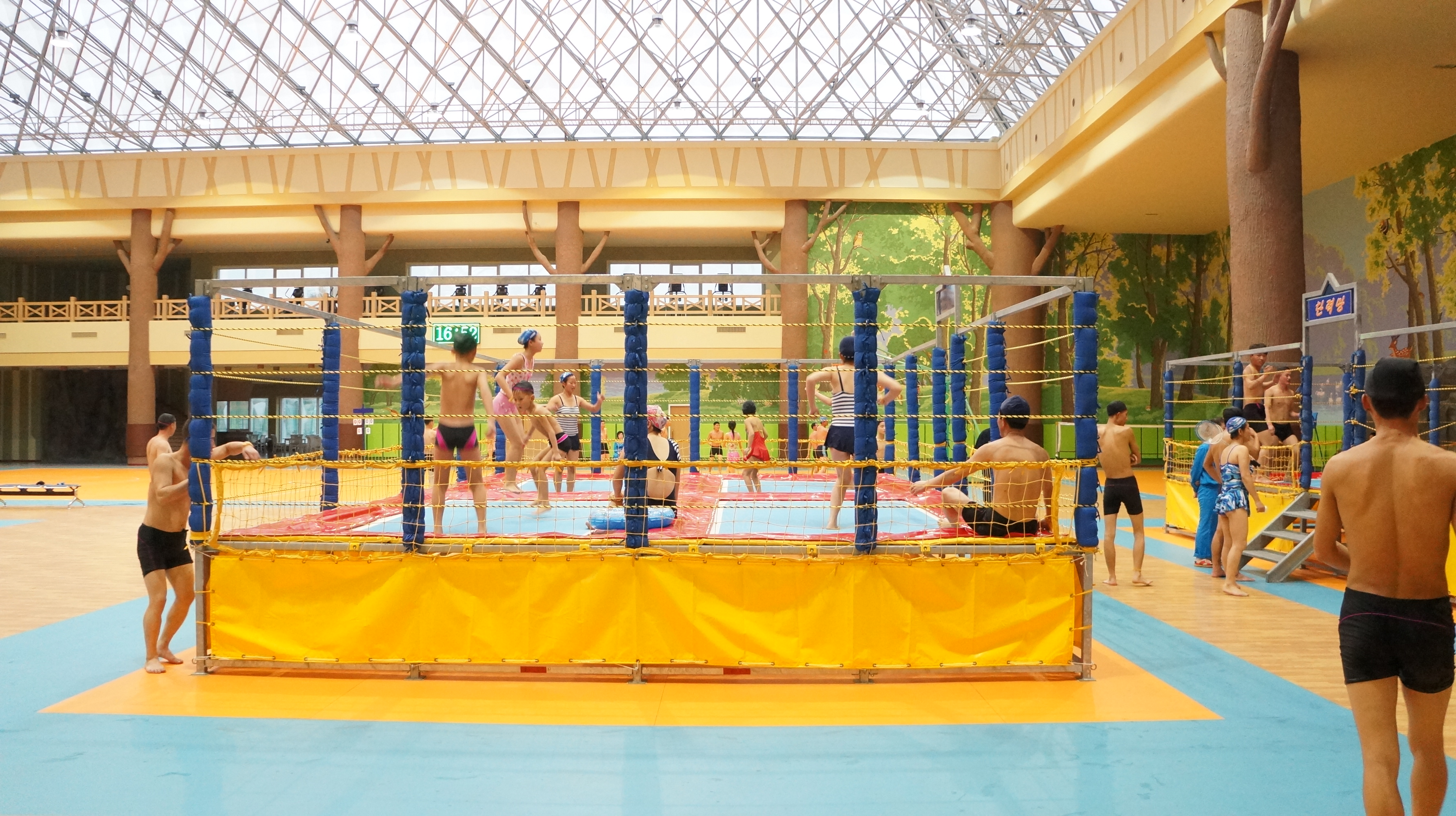
Indoor-Anlagen
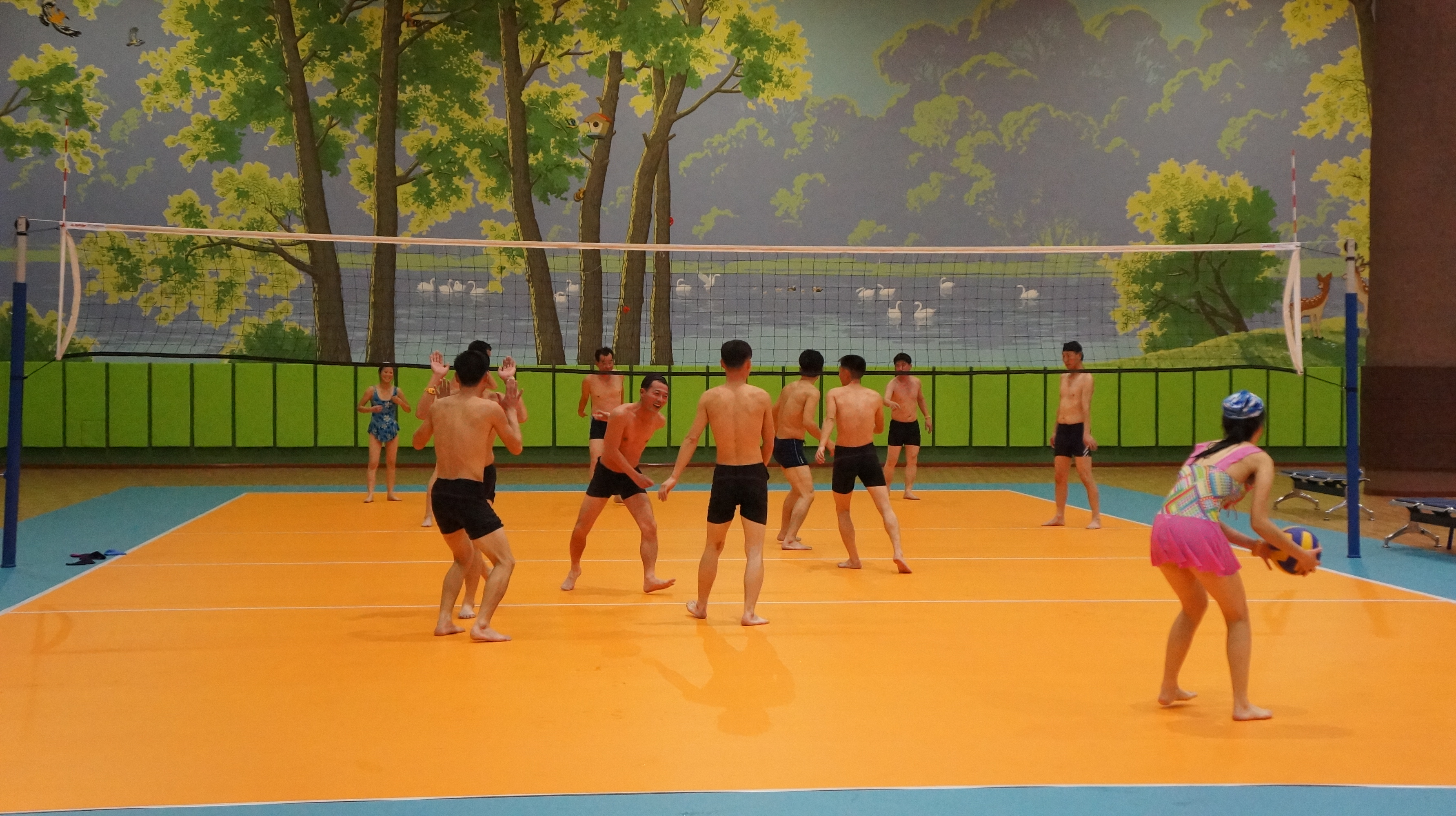
Volleyballanlage
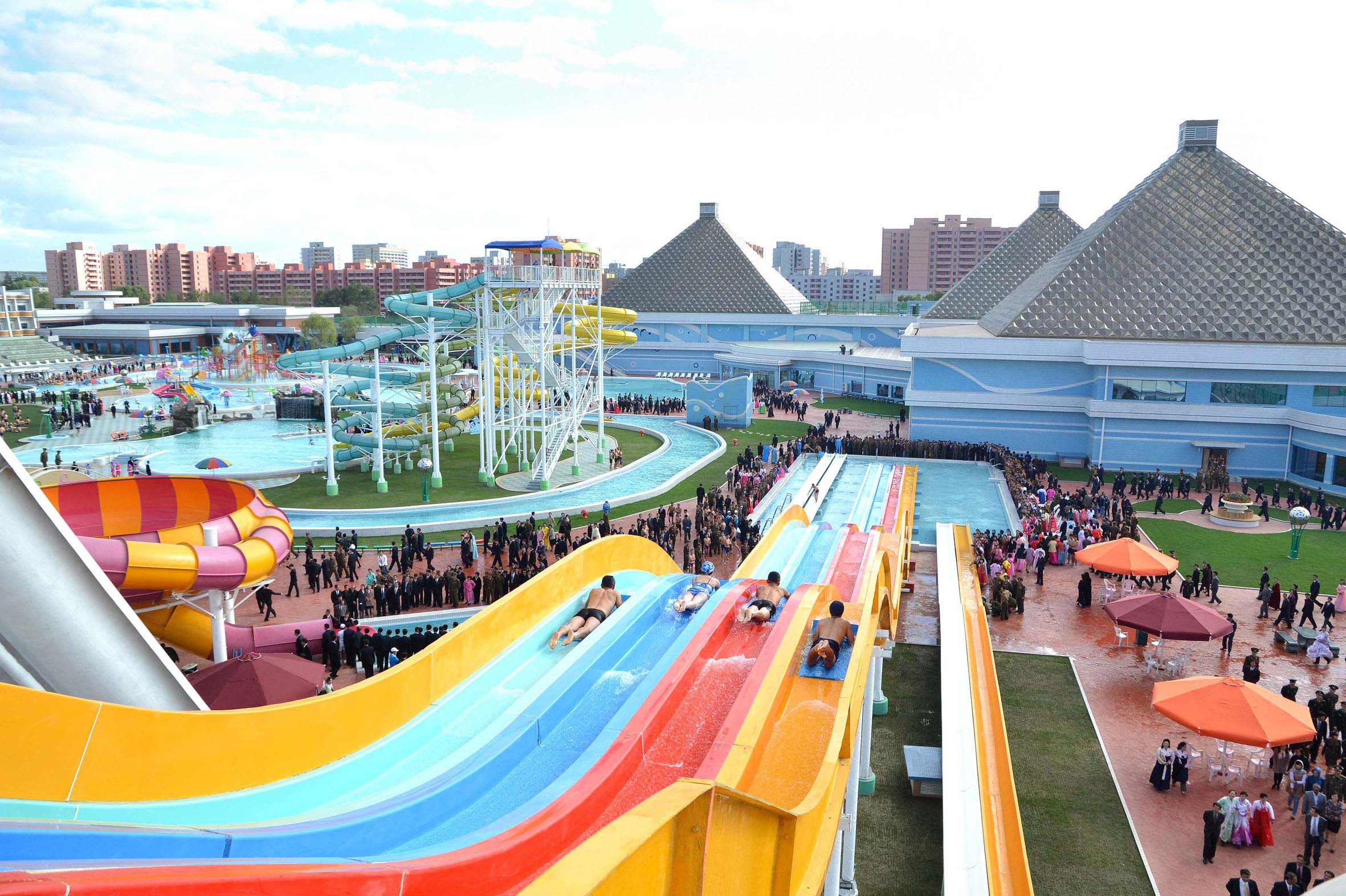
Rutsche in der Outdoor-Anlage